# Seehund, Puma & Co.
Seehund, Puma & Co. ist eine Fernsehserie von Radio Bremen, die an den großen Erfolg von Elefant, Tiger & Co. und anderen Zoo-Doku-Soaps anknüpft.
In der Serie werden Geschichten aus dem Tierpark Jaderpark, der Seehundstation Friedrichskoog und dem Bremerhavener Zoo am Meer  erzählt.
Die Reihe bietet wie ihr Vorbild Elefant, Tiger & Co. einen Blick hinter die Kulissen und begleitet Tierärzte und -pfleger bei ihrer täglichen Arbeit.
Die erste Folge wurde am 22. November 2007 veröffentlicht. Bis 2015 entstanden in sieben Staffeln insgesamt 215 Episoden mit einer Länge von jeweils etwa 50 Minuten, die allesamt im Ersten erstausgestrahlt wurden. Zudem zeigte das Erste vom 13. Juni bis zum 25. Juli 2016 eine Staffel mit 30 29-minütigen Kurzfolgen der Serie, die aus Zusammenschnitten älterer Folgen bestehen. Als Sprecher für die Geschichten von Seehund, Puma & Co. fungierte Mark Bremer. Produziert wurde die Serie von der Planet5TV GmbH im Auftrag von Radio Bremen und unter der Verantwortung von Volkmar Strüßmann. Die Redaktion (Radio Bremen) lag bei Britta Susann Lübke. Regie führten Volkmar Strüßmann, Frauke Ludwig, Claire Wilisch, Kati Grünig und Svenja Halberstadt.